# Heyne Geschichte
Heyne Geschichte ist eine deutschsprachige historische Buchreihe.

## Allgemeines
Die monographische Reihe erschien seit 1977 bis Anfang der 1980er Jahre im Wilhelm Heyne Verlag in München. Werke zahlreicher internationaler Fachgelehrter fanden in der Reihe Aufnahme. Sie enthält verschiedene deutsche Erstveröffentlichungen bereits in anderen Ländern erschienener Bücher. Es sind über 40 Bände erschienen. Band 21 beispielsweise ist die deutsche Erstveröffentlichung Die Resistance: Geschichte des französischen Widerstandes von Paul Dreyfus.
Die folgende Übersicht zu den Verfassern und Titeln erhebt keinen Anspruch auf Aktualität oder Vollständigkeit.

## Bände
- 1. Paul Sethe: Deutsche Geschichte im letzten Jahrhundert
- 2. Alistair Cooke: Amerika
- 3. Peter Norden: Prag 21. August
- 4. Friedrich Heer: Das Heilige Römische Reich
- 5. Karl Buchheim: Die Weimarer Republik
- 6. Herbert Rosinski: Die deutsche Armee
- 7. Werner Scheck: Geschichte Russlands
- 8. Alfred Mühr: Herrscher in Purpur
- 9. German Arciniegas: Geschichte und Kultur Lateinamerikas
- 10. Marlis G. Steinert: Die 23 Tage der Regierung Dönitz
- 11. Fritz Schachermeyr: Griechische Geschichte
- 12. William L. Shirer: Der Zusammenbruch Frankreichs
- 13. Wilhelm v. Schramm: Aufstand der Generale
- 14. Paul Sethe: Morgenröte der Gegenwart
- 15. Dick Wilson: Mao Tse-tungs langer Marsch
- 16. Matthias Pusch: Der Dreißigjährige Krieg
- 17. Maurice Ashley: Das Zeitalter des Absolutismus
- 18. Alfred Mühr: Die deutschen Kaiser
- 19. E. J. Feuchtwanger: Preussen
- 20. Waldemar Erfurth: Der finnische Krieg
- 21. Kurt Frischier: Das Abenteuer der Kreuzzüge
- 22. Paul Dreyfus: Die Resistance
- 23. Reinhard Raffals: Große Kaiser Roms
- 24. Donald Bullough: Karl der Große
- 25. E. W. Zeeden: Das Zeitalter der Gegenreformation
- 26. Franz Herre: Anno 70/71
- 27. Götz Bergander: Dresden im Luftkrieg
- 28. Michael Freud: Die große Revolution in England
- 29. Karl-Heinz Janssen: Das Zeitalter Maos
- 30. Christopher Duffy: Die Schlacht bei Austerlitz
- 31. Joseph Vogt: Die Römische Republik
- 32. Charles L. Mee: Die Potsdamer Konferenz
- 33. Henry Kamen: Die spanische Inquisition : Verfolgung u. Vertreibung
- 34. Rolf Bauer: Österreich : e. Jahrtausend Geschichte im Herzen Europas
- 35. John Huxtable Elliott: Das geteilte Europa : 1559–1598
- 36. Richard O’Connor: Der Boxer-Aufstand : Gewalt u. Tragödie
- 37. Edward Crankshaw : Winterpalast : Russland auf d. Weg zur Revolution 1825–1917
- 38. Ernle Bradford.: Der Verrat von 1204: d. Zerstörung u. Plünderung Konstantinopels /
- 39. Derek W. Lomax : Die Reconquista : d. Wiedereroberung Spaniens durch d. Christentum
- 40. A. J. P. Taylor: Die Ursprünge des Zweiten Weltkriegs. Die Jahre 1933–1939
- 41. Karl Christ : Das Römische Weltreich : Aufstieg u. Zerfall e. antiken Großmacht
- 42. George F. E. Rudé: Europa im Umbruch : vom Vorabend d. Franz. Revolution bis zum Wiener Kongress